# Birmatou
Birmatou (ou Bermatu) est un village de la petite kabylie situé à 2 km au nord-ouest de la commune de Sidi Aich dans la wilaya de Bejaia, en Algérie.

Le village appartient à la tribu kabyle des Aït Waghlis.

## Toponymie
Selon la légende locale, des morts auraient été jetés dans le puits à la suite de guerres claniques ce qui aurait donné la racine kabyle MT (matu) qui signifie "mourir".
Selon une source, le nom signifie "ils sont tous morts" faisant référence à une bataille ayant eu entre les habitants de ce village et une autre tribu.

## Géographie

### Localisation
Birmatou est situé à l'ouest de la wilaya de Béjaia, entre la Soummam et le col de l'Akfadou. Le village se situe à 2 km au nord-ouest de la commune de Sidi-Aich et à 30 km au sud de Béjaia.
|            | Tighzert   | Aichouchène       |
|            | Birmatou   | Tinebdar          |
| Iguer Amar | Iguer Amar | Tighilt Taouraght |

### Géologie et relief
Son altitude varie entre 400 et 460 mètres.

## Population
|            | 1840 | 1966 | 1977 | 1987 |
| Population | 260  | 1234 | 690  | 787  |

,

## Personnalités
- Mohand Cherif Kartout (1908–1960) – Chahid et membre du FLN.
- Khelifa Kartout (1933–1960), chahid de la guerre d'Algérie.
- Lazizi Amar (1935–1962) – chahid de la Guerre d'Algérie.
- Younès Lounas (1939–1959) – Soldat de l'ALN dans la Wilaya III.
- Sofiane Younes (1982–) – Footballeur algérien qui évolue au poste d'ailier. Né à Alger, il est originaire du village Birmatou.